# Salverò il mio amore
Salverò il mio amore (Two Loves) è un film drammatico del 1961 diretto da Charles Walters e interpretato da Shirley MacLaine, Laurence Harvey e Jack Hawkins, tratto dal romanzo Spinster della scrittrice neozelandese Sylvia Ashton-Warner.
È stato presentato in concorso alla 11ª edizione del Festival di Berlino.
Come ha dichiarato in un'intervista del 2011, per girare questo film Shirley MacLaine rifiutò il ruolo poi interpretato da Audrey Hepburn in Colazione da Tiffany: «Mi offrirono la parte, ma decisi di fare un film terribile di cui nessuno ha mai sentito parlare».

## Trama
L'americana Anna Vorontosov è un'insegnante di una scuola in una zona rurale della Nuova Zelanda, frequentata in gran parte da Maori. La passione per l'insegnamento e i suoi metodi sperimentali le hanno fatto conquistare l'affetto degli allievi e dei loro genitori, ma la sua vita personale è tuttavia meno sicura: spaventata dall'amore e inibita sessualmente, Anna si è sempre tenuta alla larga dagli uomini e si ritrova a respingere le avances di Paul Lathrope, insegnante inglese un po' irrazionale e immaturo che aspira ad essere cantante, e dell'ispettore scolastico infelicemente sposato William Abercrombie.
Quando scopre che la quindicenne Whareparita aspetta un bambino da Paul e che i genitori dell'allieva attendono l'evento in modo assolutamente naturale, Anna inizia a mettere in discussione il proprio modo di vivere e al contempo si rende conto di non poter comprendere appieno la cultura in cui vive. Dopo che il bambino di Whareparita muore alla nascita e Paul rimane ucciso in un incidente stradale, Anna è sopraffatta dai sensi di colpa e imputa alla sua freddezza il tragico giro degli eventi. Abercrombie tenterà di convincerla che nessuno è direttamente responsabile delle azioni di un'altra persona, aprendo uno spiraglio anche per i suoi sentimenti verso la donna.

## Distribuzione
Dopo l'anteprima al Festival di Berlino il film venne distribuito negli Stati Uniti dal 21 giugno 1961.

### Date di uscita
- USA (Two Loves) - 21 giugno 1961
- Spagna (Dos amores) - 25 settembre 1961
- Messico (Dos amores) - 9 novembre 1961
- Svezia (Anna och kärleken) - 2 luglio 1962
- Finlandia (Toinen rakkaus) - 27 luglio 1962
- Danimarca (Kærlighedens vildskab) - 23 giugno 1965

## Critica
Il critico Abe H. Weiler, nella sua recensione sul New York Times descrisse il film come «un melange di frigidità, Western e usi e costumi Maori» e «niente di più di un dramma torbido». Pur ritenendo il suo personaggio "mal definito", la performance di Shirley MacLaine nel ruolo di Anna Vorontosov fu giudicata «realistica, energica e abile, ma non sovraccaricata di sfumature».
Two Loves rappresentò per la MacLaine la prima incursione in un tipo di personaggio che avrebbe sviluppato ulteriormente in Desperate Characters (1971), Due vite, una svolta (1977), Voglia di tenerezza (1983) e Madame Sousatzka (1988). All'epoca però, il ruolo dell'insegnante trasandata e repressa sorprese sia il pubblico che la critica, che non reagì positivamente a questo audace cambio di immagine da parte di un'attrice conosciuta come una presenza "eccentrica" di Hollywood, in virtù dell'immagine offerta in film quali Qualcuno verrà (1958) e L'appartamento (1960).
Films in Review scrisse che «il regista Charles Walters avrebbe dovuto rifiutare l'incarico, così come la signora MacLaine», mentre la rivista Variety riportò che l'attrice «pur non ideale per il ruolo, riesce per la maggior parte a rimediare e ci consegna un ritratto fervido e interessante. Ma nella sua delineazione del personaggio manca un certo grado di austerità e calore, rendendo leggermente difficile capire la passione di Harvey e la tenera affezione di Hawkins nei suoi confronti».